# Наратология
Наратология (англ. narratology – разказ, описание, повествование; фр. narratologie, като донякъде различаващи се термини) най-често се определя като теорията и изкуството (на) разказвачеството (разказвачество или теорията/изкуството на разказвачеството са правилните думи на български език, които съответстват на чуждоезиковата дума „наратология“).
Понятието денотира едновременно теорията и изучването на наратива и наративната структура, както и на начините, по които те влияят на нашето възприятие..
Макар че по принцип думата да може да се отнася до всяко систематично изучаване на наратива, в действителност употребата е по-рестриктирана. Често това е англицизиран, присвоен в английската теория, термин за френското narratologie, който е изкован от Цветан Тодоров (Grammaire du Décaméron, 1969) . Теоретичната линия на наратологията може да се проследи до аристотеловата Поетика, но модерната наратология без съмнение се смята за започваща от руските формалисти, и в частност Владимир Проп (Морфология на приказката, 1928).
Наратолията е тясно свързана с и черпи много от идеите на други сфери на знанието, включително семиотиката, философията, историята, психологията, езикознанието и много други. Наратологията е често възприемана като теория на/за разказвачеството (изкуството за разказване) - като подчаст от теорията на литературата или на по-общи теории на изкуството. Някои от основните елементи, които занимават наратологията, са тропите и фигурите в художествените произведения (и връзката им с идеи като архетипите и метанаративите (метаразказите)), сюжетната линия и персонажите в дадена творба.